# Феофилакт Симокатта
Феофилакт Симокатта (греч. Θεοφύλακτος Σιμοκάτ(τ)ης, лат. Theophylactus Simocatta) — византийский писатель

 и историк, живший в начале VII века.
Родом из Египта и приходился родственником тамошнему наместнику Петру. Предположительно дата его рождения относится к 80-м годам VI века. Происходил из знатной александрийской семьи, получил риторское образование. Проявил не только обширные филологические, но и богословские познания.
В 602 году ещё находился в Александрии. Когда и как он оказывается в Константинополе, неизвестно. Есть предположение, что он был в окружении Ираклия, который в 609 году собирал в Египте войска, чтобы затем свергнуть Фоку. Иная версия указывает на юридическую карьеру в окружении халкидонского епископа Проба.
Феофилакт появился в столице империи к 610 году и, может быть, там и провел всю остальную жизнь. Не прост и вопрос о его общественном статусе: разные рукописи упоминают в заголовках разные его титулы. Скорее всего, Симокатта в действительности имел чин «схоластик и апоэпарх», доступный риторам и юристам, но каким должностям он соответствовал — неизвестно. Некоторые исследователи предполагают, что Феофилакт дослужился до референдария, и склонны отнести к историку печать и надпись с именем Феофилакта. В другой рукописи он назван апоэпархом. Последнее упоминаемое Феофилактом событие относится к 628 году. Можно полагать, что он умер после 641 года.
Симокатта занимался сначала лёгкими литературными работами, позже подошёл к созданию серьёзного труда «История правления императора Маврикия» в восьми томах. «История», по всей видимости, написана около 630 года, поскольку упоминает войну с Персией (602—628), но не сообщает о войне с арабами (началась в 634). Симокатта пользовался более ранней историей византийско-персидских войн Иоанна Эпифанского, большая часть которой утрачена. Большой популярностью пользовались его книги вымышленных писем.

## «История» Симокатты о различных народах Восточной Европы
Феофилакт Симокатта не упоминает ещё хазар, однако пишет о гуннах и тюрках (для конца VI в.). Описывает он религию тюрок: «Тюрки превыше всего чтут огонь, почитают воздух и воду, поют гимны земле, поклоняются же единственно тому, кто создал небо и землю и называют его богом. Ему в жертву они приносят лошадей, быков и мелкий скот и своими жрецами ставят тех, которые, по их мнению, могут дать им предсказания о будущем».
Довольно обширные сведения Феофилакт даёт о славянах, рассказывая об их быте и сообщая имена их вождей. Он также упоминает о «Склавинии» как об особой территории за Дунаем, тем самым свидетельствуя, что славянские племена имели вполне четкие границы. Иногда Симокатта отождествляет славян с готами (или гетами), в то время как другие авторы называли их скифами или объединяли с аварами. Это может говорить о том, что в VI—VII указанные народы представляли собой антивизантийскую коалицию и находились на одной стадии социально-экономического развития, что и позволяло историкам того времени смешивать их.